# Museu d'Assuan
El museu d'Assuan és un museu situat a l'illa Elefantina, al costat d'Assuan, Egipte. Va obrir les portes al públic en 1912 i conserva objectes arqueològics nubians rescatats durant la construcció de la resclosa d'Assuan. El 1990 va ser habilitat un nou espai per a l'exposició de nous objectes trobats a la mateixa illa Elefantina, com estris, armes, ceràmiques i mòmies.
El museu està al costat de les ruïnes d'Abu, on encara segueixen les excavacions arqueològiques. L'edifici del museu va ser la casa d'Horatio Kitchener, al qual se li havia regalat una illa a Assuan. Té un total de 3.328 objectes, gairebé tots trobats a l'illa o als voltants de la ciutat.